# Breakout (videoigra)
Breakout je videoigra slična Pongu. Prvu inačicu ove igre izbacila je tvrtka Atari 1976. pod imenom Breakout. Igraće polje omeđeno je trima zidovima, dok je sredina ograđena ciglama. Igrač udara loptu reketom i lopta se može odbijati od zidova, a kada lopta udari u ciglu, cigla nestaje. Ako igrač promaši loptu, lopta nestaje i gubi se život u igri. Igrač obično ima 3 života i moguće je, ako prikupi dovoljan broj bodova, dobiti dodatni život.